# Rinorea squamosa
Rinorea squamosa är en violväxtart. Rinorea squamosa ingår i släktet Rinorea och familjen violväxter.

## Underarter
Arten delas in i följande underarter:
- R. s. kaessneri
- R. s. squamosa